# Nour Hadhria
Nour Hadhria, né le 4 septembre 1990, est un footballeur tunisien évoluant au poste de milieu offensif.

## Biographie
Il se fait connaître à l'occasion de la coupe du monde des moins de 17 ans 2007.
Le 13 janvier 2008, il signe son premier contrat professionnel avec le Club africain pour une durée de deux ans et demi. Le 4 mai, il dispute son premier match professionnel en championnat contre l'Avenir sportif de La Marsa. Estimant qu'il n'a pas assez de temps de jeu, le joueur préfère être prêté au Club athlétique bizertin pour une année, avec option d'achat. Auteur d’une excellente saison 2011-2012 avec le Club athlétique bizertin, le milieu de terrain signe un contrat de deux ans.
Il fait par ailleurs partie de l'équipe de Tunisie espoirs entre 2007 et 2012.
Le 18 juin 2015, il signe un contrat avec le club roumain du FC Petrolul Ploiești pour deux saisons, mais a raison des règlements de la Fédération roumaine de football qui empêchent les clubs locaux de recruter des joueurs étrangers qui n'ont pas pris part à au moins trois stages avec leur sélection nationale ; Nour est alors obligé de résilier son contrat.
Le 28 juillet 2015, il s'engage officiellement avec l'Avenir sportif de La Marsa pour deux saisons. Une saison plus tard, c'est en Moldavie qu'il pose temporairement ses valises avant de revenir au Club athlétique bizertin.

## Carrière
- 2007-2011 : Club africain ( Tunisie)
- 2011-2015 : Club athlétique bizertin ( Tunisie)
- 2015-2016 : Avenir sportif de La Marsa ( Tunisie)
- 2016-2017 : Speranța Nisporeni ( Moldavie)
- 2017-2018 : Club athlétique bizertin ( Tunisie)

## Palmarès
- Championnat de Tunisie de football (1) : 2008
- Coupe nord-africaine des clubs champions (2) : 2008, 2010